# Budynek centrali telefonicznej PAST w Łodzi
Budynek centrali telefonicznej PAST – kamienica znajdująca się przy al. Kościuszki 12 w Łodzi.

## Historia
Polska Akcyjna Spółka Telefoniczna (PAST) została utworzona w 1922 roku przez Skarb Państwa i szwedzką firmę Cedergren. Przed 1914 rokiem szwedzki akcjonariusz zarządzał siecią telefoniczną w Warszawie. Spółka otrzymała koncesję na 25 lat na rozbudowę i eksploatacje sieci telefonicznej m.in. w Warszawie, Łodzi i okolicach.
W 1929 roku uruchomiono PAST-owską automatyczną centralę telefoniczną – pierwszą w Polsce. Uruchomiono także pierwszą w Polsce zegarynkę, a później pierwszą prototypową aparaturę do zdalnego wybierania numerów warszawskich abonentów. Centralę zamknięto w 1983 roku – była jedną z najdłużej nieprzerwanie działających central tego typu na świecie.

## Architektura
Projekt budynku wykonał architekt Józef Kaban. Gmach PAST wybudowano w latach 1927–1928. Fasada podzielona jest żłobkowanymi pilastrami, zakończonymi diamentowymi kapitelami. Motywy w elewacji frontowej: diamentowe bonie, rombowe podziały drzwi, żeliwne latarnie w stylu art déco, umieszczone zostały przy bramach.